# 若望-嘉祿·高爾內
圣若望-嘉祿·高爾內（法語：Saint Jean-Charles Cornay, M.E.P.；1809年2月27日—1837年9月20日）是法国巴黎外方传教会传教士，1837年在明命帝迫害天主教徒期间被杀于越南山西省，尸体遭肢解。 

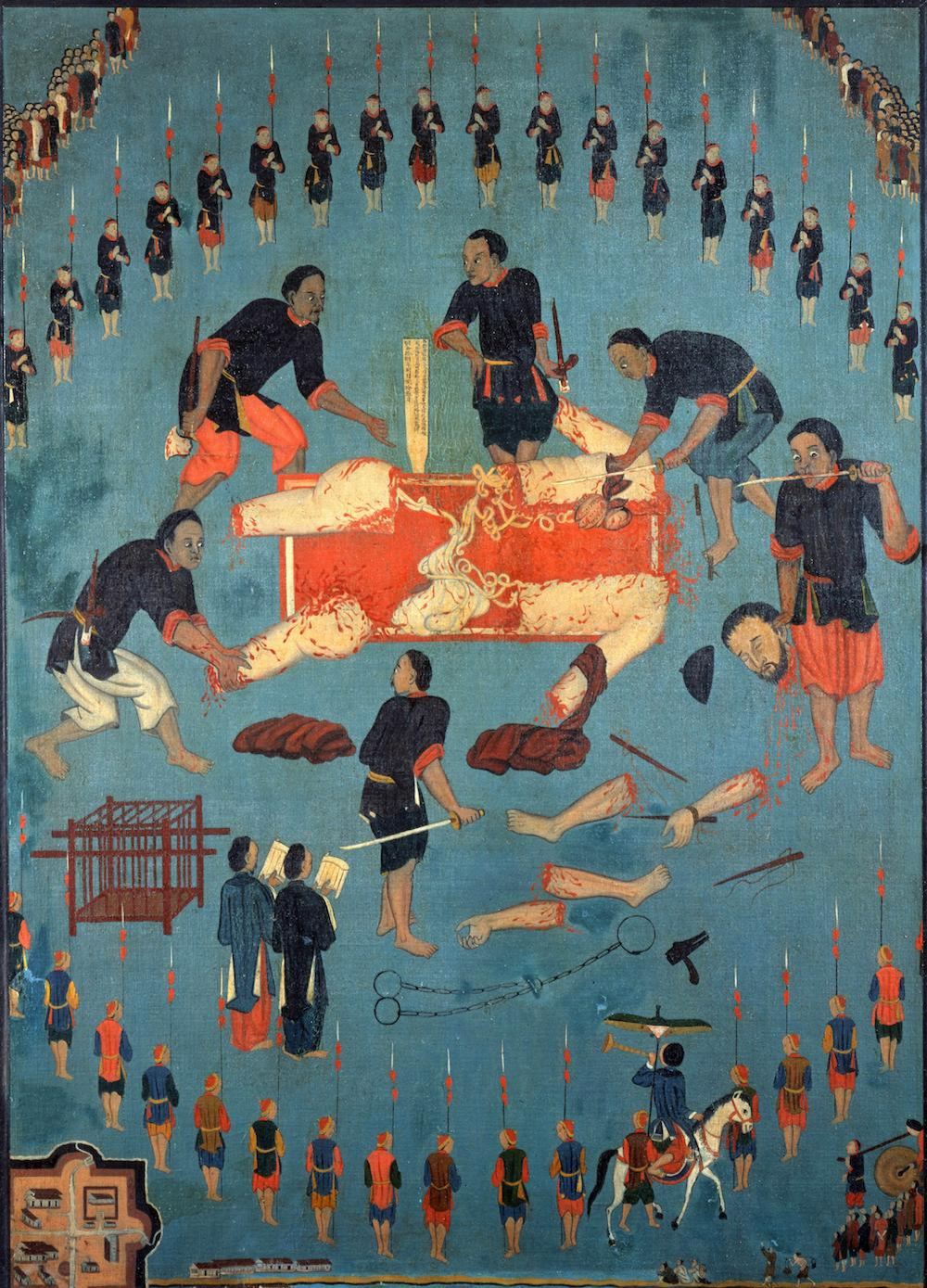
描繪圣若望-嘉祿·高爾內被肢解的畫像

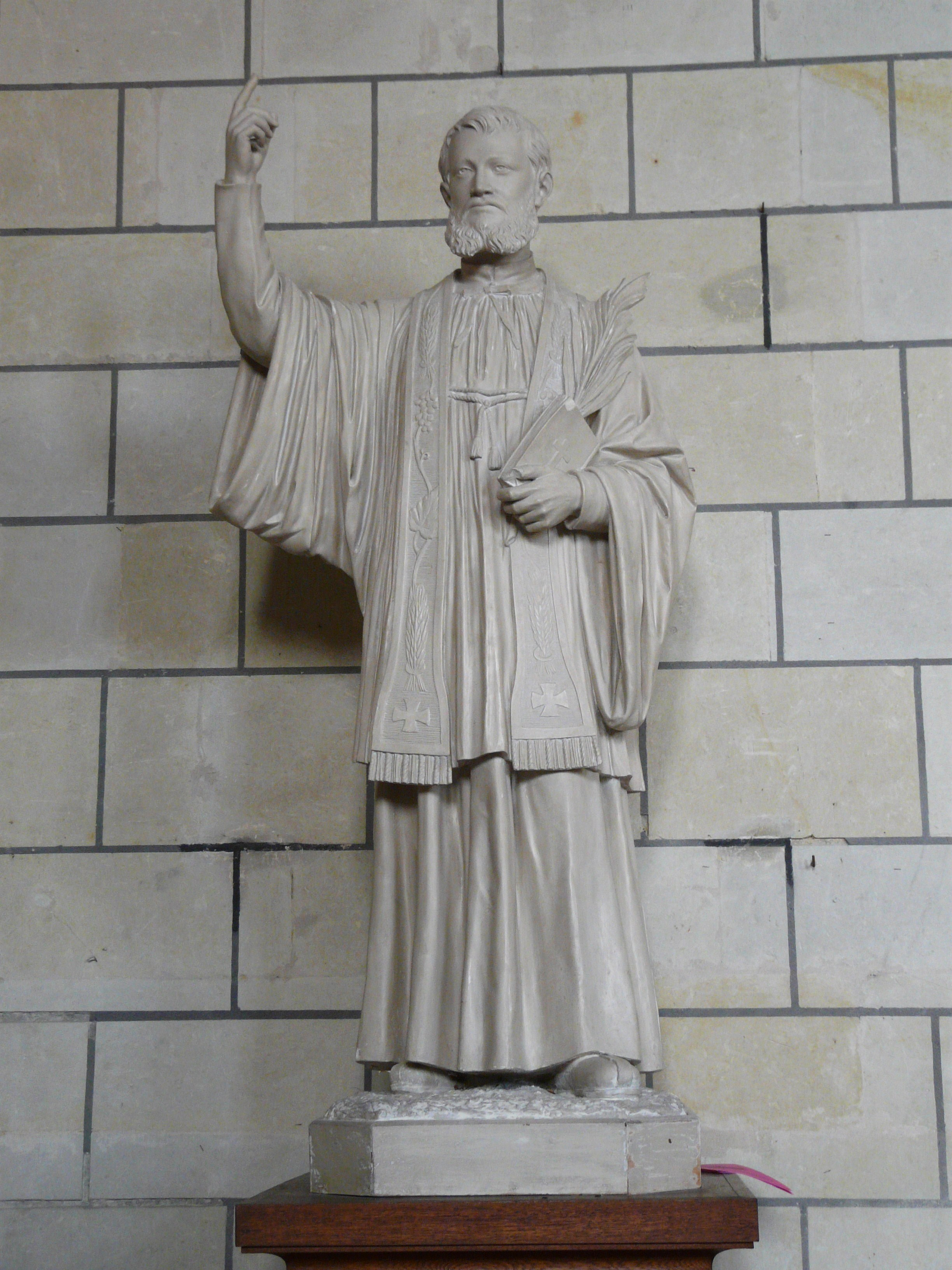
卢丹圣伯多禄堂圣若望-嘉祿·高爾內雕像

高尔内于1900年5月27日列福，于1988年6月19日由教宗若望·保祿二世列圣。